# Фудбалска репрезентација Пољске
Фудбалска репрезентација Пољске (пољ. Reprezentacja Polski w piłce nożnej) национални је фудбалски тим који представља Пољску у фудбалским такмичењима и под контролом је Фудбалског савеза Пољске, владајућег тијела за фудбал у Пољској. Своје утакмице игра на Националном стадиону у Варшави.
Једну од најбољих екипа Пољска је имала средином седамдесетих година 20. вијека. У квалификацијама за Свјетско првенство 1974, изборила је реми са Енглеском на Вемблију и пласирала се на првенство. На првенству, Пољска је стигла до полуфинала; у посљедњем мечу групне фазе, у утакмици која је одлучивала финалисту, поражена је од Њемачке 1:0, док је у мечу за треће мјесто савладала Бразил 1:0 и тако дошла до највећег успјеха у историји. Нападач Пољске, Гжегож Лато, освојио је Златну копачку за најбољег стријелца, са седам постигнутих голова. Треће мјесто освојила је и на Свјетском првенству 1982. у Шпанији, гдје је побиједила Француску 3:2 у мечу за треће мјесто, након што је у полуфиналу поражена од Италије 2:0.
На Олимпијским играма 1972. у Минхену, Пољска је освојила златну медаљу, побједом у финалу над Мађарском 2:1. На Олимпијским играма 1976. у Монтреалу освојила је сребрну медаљу, у финалу је поражена од Источне Њемачке 3:1; сребрну медаљу освојила је и на Играма 1992. у Барселони, гдје је поражена 3:2 од Шпаније.
Пољска се на Европско првенство први пут пласирала 2008, а затим се аутоматски квалификовала на првенство 2012. као домаћин, заједно са Украјином. Оба пута првенство је завршила на посљедњем мјесту у групи. Прву побједу на Европском првенству остварила је 12. јуна 2016. године, против Сјеверне Ирске. Стигла је до четвртфинала, што је највећи успјех репрезентације на првенству.

## Историја

### 1919—1939: Почетне године
Фудбалски савез Пољске (пољ. Polski Związek Piłki Nożnej) основан је на састанцима одржаним 20. и 21. децембра у Варшави, 12 мјесеци након што је Пољска стекла независност послије Првог свјетског рата. Фудбалски савез је најстарија спортска организација у држави, а први предсједник био је Едвард Цетнаровски, са сједиштем савеза у Кракову. Прву међународну утакмицу Пољска је играла 18. децембра 1921. против Мађарске у Будимпешти, гдје су поражени 1:0.
Прву побједу остварила је против Шведске 28. маја 1922. резултатом 2:1. Године 1923, Пољска је постала чланица Фифе, док су већ наредне године учествовали на Олимпијским играма у Паризу, гдје су у првој рунди поражени 5:0 од Мађарске. Током тридесетих година, остварили су велике успјехе. Освојили су четврто мјесто на Олимпијским играма 1936. у Берлину. У првој рунди (осмини финала) савладали су Мађарску 3:0, а затим су у четвртфиналу побиједили Уједињено Краљевство 5:4, након што су водили 5:1; у полуфиналу су поражени од Аустрије 3:1, док су у утакмици за треће мјесто поражени од Норвешке 3:2.
У квалификацијама за Свјетско првенство 1938. у Француској, Пољска је у двомечу побиједила Југославију (4:0 и пораз 0:1). Првенство 1938. играло се по елиминационом систему, без група; Пољска је играла против Бразила у осмини финала. Иако Бразил тада није спадао у најбоље свјетске репрезентације, није се очекивало да Пољаци, који до тада нису играли на највећим такмичењима, могу да пруже већи отпор. Утакмица је у регуларном дијелу завршена 4:4, а у продужецима Бразил је са два гола Леонидаса повео 6:4; Вилимовски је у 118. минуту постигао гол за 6:5, што је и био коначни резултат. Ернест Вилимовски постигао је четири гола, а на другој страни је Леонидас дао три. Посљедњу међународну утакмицу до завршетка Другог свјетског рата, Пољска је играла против Мађарске 27. августа 1939. и поражени су 4:2.

### 1946—1972: Почетак успјеха
Након завршетка Другог свјетског рата, прву пријатељску утакмицу играли су 11. јуна 1947, против Норвешке у Ослу; поражени су 3:1. Највећи пораз у дотадашњој историји забиљежили су 26. априла 1948, када су поражени на гостовању у Данској 8:0. Исте године учествовали су на Купу Балкана, који су са једном побједом и два ремија, уз два пораза, завршили на шестом, претпосљедњем мјесту на табели. Након што није учествовала у квалификацијама за прво послијератно Свјетско првенство, 1950, Пољска је учествовала на Олимпијским играма 1952. У прелиминарној рунди савладала је Француску 2:1; док су у првој рунди поражени од Данске 2:0. Првобитно су узели учешће у квалификацијама за Свјетско првенство, 1954; требало је да играју против Мађарске, али су се повукли. Прве квалификације које су играли након завршетка рата биле су за Свјетско првенство 1958, када су у групи били са Совјетским Савезом и Финском. Групу су завршили са шест поена, колико је имао и Совјетски Савез, те су морали да играју на неутралном терену, како би се одлучио путник на првенство. Утакмица је одиграна у Лајпцигу; Совјетски Савез је тријумфовао 2:0 и пласирао се на првенство. Након успјешних квалификација за Олимпијске игре 1960, на турниру су били у групи са Данском, Аргентином и Тунисом. Савладали су Тунис на старту 6:1, али су затим поражени од Данске 2:1 и Аргентине 2:0, и завршили су учешће на Играма у групној фази.
Године 1954. основана је Европска фудбалска унија — УЕФА, која је покренула такмичење за европске фудбалске репрезентације — Европско првенство. У квалификацијама за прво првенство 1960, Пољска је играла против Шпаније. У првој утакмици играној у Хожову, Шпанија је славила 4:2, док је у реваншу у Мадриду Шпанија била убједљива 3:0 и прошла даље. У квалификацијама за Свјетско првенство 1962. у групи су били са Југославијом и Исландом, Исланд је прије почетка одустао од учешћа. У првом мечу у Београду, Југославија је славила 2:1, док је у реваншу било 1:1 и Пољска није успјела да се пласира на првенство. Најубједљивију побједу у дотадашњој историји, Пољска је остварила 4. септембра 1963, побиједивши Норвешку 9:0. На тој утакмици дебитовао је Влођимјеж Лубањски, који је касније постао предводник репрезентације и најбољи стријелац. У квалификацијама за Свјетско првенство 1966, Пољска је остварила убједљиву побједу против Финске 7:0, али није успјела да се пласира на првенство, завршивши групну фазу на трећем мјесту, са шест бодова. Године 1970, 1. децембра, за селектора Пољске постављен је Казимиж Горски, са којим је репрезентација остварила највеће успјехе. У квалификацијама за Свјетско првенство 1970, Пољаци су били најближи пласману на првенство, али су завршили други, бод иза Бугарске. На другом мјесту су завршили и у борби за пласман на Европско првенство 1972; након чега су учествовали на Олимпијским играма 1972. Пољска је у групи била са Источном Њемачком, Колумбијом и Ганом. У првом мечу савладали су Колумбију 5:1, након чега су и против Гане били убједљиви са 4:0; док су у посљедњем мечу групне фазе савладали Источну Њемачку 2:1. У другој рунди, у групној фази, играли су против Совјетског Савеза, Данске и Марока. Другу рунду такмичења отворили су ремијем 1:1 са Данском, док су у другом колу тријумфовали против Совјетског Савеза 2:1, а захваљујући убједљивој побједи 5:0 над Мароком освојили су прво мјесто у групи и пласирали се у финале Олимпијских игара. У финалу су играли против Мађарске и тријумфовали 2:1, након преокрета у другом полувремену, са два гола Казимјежа Дејне.

### 1973—1986: Године највећих успјеха
Квалификације за Свјетско првенство 1974. Пољска је завршила на првом мјесту у својој квалификационој групи, направивши велико изненађење елиминисањем Енглеске и пласирањем на прво Свјетско првенство од 1938. На отварању првенства први меч играли су против Аргентине, репрезентације која је по шести пут учествовала на првенству. Грегож Лато је постигао гол у седмом минуту, док је већ у осмом Анджеј Шармах постигао гол за 2:0; Аргентина је смањила у 60. минуту, али је Лато два минута касније вратио предност Пољској од два гола; Карлос Бабингтон је постигао други гол за Аргентину у 66. минуту, што је резултат који је остао до краја и Пољска је тријумфовала. У другом колу савладали су Хаити 7:0, уз хетрик Шармаха. Посљедњи меч у групној фази играли су против Италије, другопласиране са Свјетског првенства 1970; Пољска је већ била обезбиједила пласман у другу фазу, а био им је потребан барем реми за прво мјесто у групи. Шармах и Дејна постигли су голове у првом полувремену, док је за Италију Фабио Капело постигао гол у 86. минуту за коначних 2:1 и све три побједе Пољске у првој фази. У другој фази, Пољска је била у групи са Шведском, Југославијом и Њемачком. Први меч играли су против Шведске, која у групној фази није постигла ниједан гол; славили су 1:0 голом Лата. У другом мечу савладали су Југославију 2:1; Пољска је повела голом Дејне из пенала; изједначио је Станислав Караси у 43. минуту, док је побједу Пољској донио Лато у 62. минуту. И Њемачка је у прва два кола остварила побједе и дуел у трећем колу између Пољске и Западне Њемачке одлучивао је путника у финале. Киша је падала цијели дан, а због лошег времена Пољаци су тражили да се утакмица помјери; аустријски судија Ерих Линемајер ово није дозволио. У 53. минуту Ули Хенес је промашио пенал, док је побједу Западној Њемачкој донио Герд Милер голом у 76. минуту. Пољској је остала утјешна награда, борба за треће мјесто, у којој су били бољи од Бразила 1:0, голом Лата који је тако са седам голова био најбољи стријелац првенства.
Након великог успјеха на Свјетском првенству, Пољска није успјела да се пласира на Европско првенство, освојивши друго мјесто у квалификационој групи, са истим бројем бодова као и Холандија али слабијим међусобним скором. У квалификацијама за Свјетско првенство 1978, са пет побједа и ремијем против Португалије, Пољска се пласирала на првенство, са два бода испред Португалије. На првенству, Пољаци су у групи били са Западном Њемачком, Тунисом и Мексиком. Првенство је отворила ремијем без голова са Западном Њемачком, док је у другом колу савладала Тунис, голом Лата у 43. минуту. У посљедњем колу, савладали су Мексико 3:1, са два гола Боњека и једним поготком Дејне за пролаз у другу фазу са првог мјеста. У другој фази, ривали Пољске били су Бразил, Аргентина и Перу. Савладали су Перу 1:0, али су поражени од Бразила и Аргентине; нису успјели да се пласирају у борбу за медаљу, завршивши на трећем мјесту. Квалификације за Европско првенство 1980. још једном Пољска је завршила на другом мјесту, бод иза Холандије. У директном дуелу у посљедњем колу, одиграли су 1:1 у Амстердаму.
У оквиру квалификација за Свјетско првенство 1982, Пољска је гостовала Малти 7. децембра 1980. Долазак је био заказан за 29. новембар, тако да могу да посјете тренинг камп у Италији и одиграју утакмицу са тимом који представља италијанску Серију А. У ноћи 28. новембра 1980, ноћ прије поласка тима у Италију, голаман Јозеф Млинарчик и нападач Влођимјеж Смоларек напустили су хотел у Варшави без дозволе. Смоларек је изјавио да су то урадили да би вечерали, јер им се није свиђала храна у хотелу. У ноћном клубу Адрија срели су пријатеља, спортског новинара Војчеха Зјелинског. Главна тема вечери била је жена Зјелинског која се проституисала у Варшави, а затим се преселила у Италију. Млинарчик је у хотел дошао ујутру, у лошем стању; није могао да носи своје торбе, а помоћни тренер рекао је Смолареку да ће Млинарчик остати. Смоларек, Терлицки, Боњек и Жмуда су ушли у сукоб са тренером, због чега су и они одстрањени из тима. Сукоб су наставили на аеродрому, што је резултовало искључивањем из тима; Терлицки више никада није заиграо за Пољску. Квалификације су завршили на првом мјесту, са све четири побједе. У првој фази Свјетског првенства играли су са Италијом, Камеруном и Перуом. Првенство су почели са два ремија без голова, против Италије и Камеруна, док су у посљедњем колу савладали Перу 5:1 и прошли даље са првог мјеста. У другој фази играли су са Совјетским Савезом и Белгијом. Белгију су савладали 3:0, са Совјетским Савезом одиграли неријешено без голова и пласирали се у полуфинале. Противник у полуфиналау била је репрезентација Италије, која је головима Паола Росија славила 2:0 и Пољска је још једном остала без финала. У мечу за треће мјесто савладали су Француску 3:2, головима Шармаха, Мајевског и Купсевича.
У квалификацијама за Европско првенство 1984, Пољска је била у групи са Совјетским Савезом, Финском и Португалијом. Упркос успјесима на Свјетском првенству, Пољаци још једном нису успјели да се пласирају на Европско, завршивши квалификације на трећем мјесту, са само једном побједом, и то у првом мечу на гостовању Финској. Циклус квалификација настављен је у октобру 1984, за Свјетско првенство 1986; Пољаци су се са првог мјеста пласирали на своје четврто узастопно Свјетско првенство. На првенству су били у групи са Мароком, Енглеском и Португалијом. Првенство су стартовали ремијем без голова са Мароком, након чега су савладали Португалију 1:0. У посљедњем колу убједљиво су поражени од Енглеске 3:0, а све три гола постигао је Гари Линекер. Иако са само три освојена бода, Пољска се пласирала у осмину финала као једна од двије најбоље трећепласиране репрезентације. Заустављена је већ у осмини финала, убједљивим поразом од Бразила — 4:0. То је било посљедње учешће Пољске у великим такмичењима у 20. вијеку.

### 1987—2002: Период без успјеха
Након златне ере репрезентације током седамдесетих и осамдесетих година, услиједила је резултатска криза; нису успјели да се пласирају на три узастопна Свјетска првенства, као ни на Европско, гдје нису никада учествовали. У квалификацијама за Европско првенство 1988, Пољска је остварила три побједе, два ремија и три пораза, укључујући и пораз од Мађарске 5:3. У квалификацијама за Свјетско првенство 1990. и Европско 1992, оба пута била је у групи са Енглеском и завршила на трећем мјесту. Квалификације за Европско завршила је са само једним поразом, од Енглеске 2:0. У квалификацијама за наредна два Свјетска првенства, Пољска је била далеко од пласмана, док је у квалификацијама за Европско првенство 2000. завршила трећа, са истим бројем бодова као Енглеска, која се пласирала у бараж због бољег међусобног скора са Пољском.

### 2002—2006: Повратак на Свјетско првенство
У квалификацијама за Свјетско првенство 2002. освојила је прво мјесто, са само једним поразом — 4:1 од Бјелорусије — изборивши пласман на Свјетско првенство први пут након 1986. године. Иако нико није очекивао да Пољска понови успјехе из 1974. и 1982, када су освојили треће мјесто, очекивања јавности су била макар пласман у елиминациону фазу. На жријебу — извучени су у групи са домаћином Јужном Корејом, те Португалијом и Сједињеним Америчким Државама. Првенство су отворили поразом од Јужне Кореје 2:0, након чега су убједљиво поражени од Португалије 4:0 и остали без шанси за даљи пласман. У посљедњој утакмици савладали су САД 3:1 и првенство завршили на посљедњем мјесту у групи.
| Поз. | Тим              | Играно | П | Р | И | ГД | ГП | ГР | Поени |
| ---- | ---------------- | ------ | - | - | - | -- | -- | -- | ----- |
| 1.   | Јужна Кореја     | 3      | 2 | 1 | 0 | 4  | 1  | +3 | 7     |
| 2.   | Сједињене Државе | 3      | 1 | 1 | 1 | 5  | 6  | -1 | 4     |
| 3.   | Португалија      | 3      | 1 | 0 | 2 | 6  | 4  | +2 | 3     |
| 4.   | Пољска           | 3      | 1 | 0 | 2 | 3  | 7  | -4 | 3     |

У квалификацијама за Европско првенство 2004. остварила је четири побједе, али је завршила на трећем мјесту групе, не успјевши да се пласира на првенство. У квалификацијама за Свјетско првенство 2006, Пољска је била у групи са Енглеском, Аустријом, Велсом, Сјеверном Ирском и Азербејџаном. У десет утакмица остварила је осам побједа, доживјевши пораз само од Енглеске — два пута; у квалификацијама је остварила једну од најубједљивијих побједа у историји — 8:0 против Азербејџана. Групу је са 24 бода завршила на другом мјесту, бод иза Енглеске. На првенству, Пољска је била у групи са Њемачком, Еквадором и Костариком. У првој утакмици поражена је од Еквадора 2:0, — а након пораза у другом колу од Њемачке 1:0, златним голом Оливера Невила у 90. минуту, испала је са првенства. У посљедњем колу, у дуелу за треће мјесто, савладала је Костарику 2:1 и завршила групну фазу на трећем мјесту.
| Поз. | Тим       | Играно | П | Р | И | ГД | ГП | ГР | Поени |
| ---- | --------- | ------ | - | - | - | -- | -- | -- | ----- |
| 1.   | Њемачка   | 3      | 3 | 0 | 0 | 8  | 2  | +6 | 9     |
| 2.   | Еквадор   | 3      | 2 | 0 | 1 | 5  | 3  | +2 | 6     |
| 3.   | Пољска    | 3      | 1 | 0 | 2 | 2  | 4  | -2 | 3     |
| 4.   | Костарика | 3      | 0 | 0 | 3 | 3  | 9  | -6 | 0     |

### 2008: Прво Европско првенство
Под вођством новог селектора, Леа Бенхакера, који је 2006. наслиједио Павела Јанаса, Пољска је почела квалификације за Европско првенство 2008. Квалификације је почела као домаћин, на стадиону Зависа у Бидгошчу, гдје је поражена 3:1 од Финске, док су у другом мечу ремизирали са Србијом 1:1 у Варшави. Прву побједу остварили су у трећој утакмици, на гостовању Казахстану 1:0, 7. октобра 2006. Са само четири бода из три лакше утакмице, дјеловало је као да Пољаци још једном неће успјети да се пласирају на Европско, али након тога су остварили пет побједа заредом: савладали су Португалију 2:1, са два гола Ебија Смоларека, Белгију у Бриселу 1:0, Азербејџан у Варшави 5:0, Јерменију 1:0 и Азербејџан у Бакуу 3:1. Услиједиле су три утакмице без побједе; а на посљедње три утакмице савладали су Казахстан 3:1, Белгију 2:0, док су у посљедњем мечу на гостовању Србији ремизирали 2:2; Пољска је водила 2:0, али је Србија изједначила у другом полувремену головима Николе Жигића и Данка Лазовића. Освојили су прво мјесто у групи и квалификовали се на своје прво Европско првенство, након 12 неуспјелих квалификација. Еби Смоларек је са девет голова био трећи стријелац квалификација, иза Дејвида Хејлија из Сјеверне Ирске, са 13 голова, и Едуарда да Силве из Хрватске са десет голова.
На жријебу за Европско првенство извучени су у групи са Хрватском, Њемачком и Аустријом. Првенство је Пољска отворила поразом од Њемачке 2:0, док је у другом мечу ремизирала са Аустријом 1:1; Пољска је голом Роџера водила од 30. минута, али је у 90. минуту изједначио Ивица Вастић из пенала. У посљедњем мечу поражени су 1:0 од Хрватске и дебитантски наступ завршили на посљедњем мјесту, са једним бодом.
| Поз. | Тим      | Играно | П | Р | И | ГД | ГП | ГР | Поени |
| ---- | -------- | ------ | - | - | - | -- | -- | -- | ----- |
| 1.   | Хрватска | 3      | 3 | 0 | 0 | 4  | 1  | +3 | 9     |
| 2.   | Њемачка  | 3      | 2 | 0 | 1 | 4  | 2  | +2 | 6     |
| 3.   | Аустрија | 3      | 0 | 1 | 2 | 1  | 3  | -2 | 1     |
| 4.   | Пољска   | 3      | 0 | 1 | 3 | 1  | 4  | -3 | 1     |

### 2010—2014: Без пласмана на СП, домаћин ЕП
Након три успјешна циклуса квалификација, Пољска је квалификације за Свјетско првенство 2010, прво на тлу Африке, завршила на претпосљедњем, петом мјесту, са само 11 освојених бодова. Остварила је три побједе, од којих и најубједљивију у историји, 10:0 против Сан Марина. Смоларек је постигао четири гола, Богурски два, док су по један погодак дали Јелен, Сагановски, Маријуш и Роберт Левандовски.
За организацију Европског првенства 2012, Пољска је поднијела кандидатуру заједно са Украјином, док су други кандидати били: Хрватска и Мађарска, Грчка, Италија, и Турска. У новембру 2005, након разматрања домаћинства, одбијене су кандидатуре Грчке и Турске и остала су три кандидата. У мају 2006, Уефа је посјетила све кандидате, у оквиру другог круга избора за домаћина. Коначна одлука требало је да буде саопштена 8. децембра 2006. у Ниону, али је одложена, да би се кандидатима дало још времена. На састанку у Кардифу, 18. априла 2007, извршни комитет Уефе гласањем је одабрао Пољску и Украјину за домаћине Европског првенства 2012. Италија је била фаворит за добијање организације, али инциденти са навијачима и скандал о намјештању утакмица 2006. наведени су као главни разлози одбијања.
Из Уефе су касније стизала упозорења, због стадиона који се нису завршавали у предвиђеном року; 2009. Уефа је потврдила осам градова-домаћина. Током периода припрема, Уефа је изразила забринутост око припрема и разматрале су се алтернативне опције за домаћина; ипак, на крају је Уефа потврдила њихов избор.
Пољска се као један од домаћина квалификовала аутоматски, без квалификација. На жријебу, извучена је у равноправној групи са Чешком, Грчком и Русијом. Првенство је почела са два ремија, 1:1 са Грчком у првом колу и 1:1 са Русијом у другом. У посљедњем, одлучујућем мечу, поражени су од Чешке 1:0; групу су завршили на посљедњем мјесту и завршили учешће на првенству.
| Поз. | Тим    | Играно | П | Р | И | ГД | ГП | ГР | Поени |
| ---- | ------ | ------ | - | - | - | -- | -- | -- | ----- |
| 1.   | Чешка  | 3      | 2 | 0 | 1 | 4  | 5  | -1 | 6     |
| 2.   | Грчка  | 3      | 1 | 1 | 1 | 3  | 3  | 0  | 4     |
| 3.   | Русија | 3      | 1 | 1 | 1 | 5  | 3  | +2 | 4     |
| 4.   | Пољска | 3      | 0 | 2 | 1 | 2  | 3  | -1 | 2     |

У квалификацијама за Свјетско првенство 2014. остварила је три побједе; групу је завршила на четвртом мјесту, са 13 бодова; није успјела да се квалификује на друго Свјетско првенство заредом.

### 2016—данас: Успјех на Европском, неуспјех на Свјетском првенству
У квалификацијама за Европско првенство 2016, Пољска је била у групи са Њемачком, Ирском, Шкотском, Грузијом и Гибралтаром. Квалификације је почела побједом над Гибралтаром 7:0, уз четири гола Роберта Левандовског, након чега су головима Милика и Миле савладали Њемачку 2:0. Гибралтар су убједљиво побиједили и у Варшави — 8:1, док су једини пораз у десет утакмица квалификација доживјели од Њемачке у Франкфурту 3:1. Против Шкотске оба меча су играли 2:2, док су Грузију двапут савладали са по 4:0; против Ирске су ремизирали у Даблину 1:1, док су у Варшави славили 2:1. Групу су завршили на другом мјесту, бод иза Њемачке, и пласирали се на треће Европско првенство заредом. На жријебу, Пољска је извучена у групи са Њемачком, Сјеверном Ирском и Украјином. У првом колу побиједила је Сјеверну Ирску 1:0, док је у другом ремизирала са Њемачком без голова. У посљедњем колу, савладала је Украјину и први пут прошла групну фазу. У осмини финала Пољска је тријумфовала над Швајцарском 5:4 након пенала, а у регуларном дијелу било је 1:1; пенале су играли и у четвртфиналу против Португалије, али су поражени 5:3.
| Поз. | Тим           | Играно | П | Р | И | ГД | ГП | ГР | Поени |
| ---- | ------------- | ------ | - | - | - | -- | -- | -- | ----- |
| 1.   | Њемачка       | 3      | 2 | 1 | 0 | 3  | 0  | +3 | 7     |
| 2.   | Пољска        | 3      | 2 | 1 | 0 | 2  | 0  | +2 | 7     |
| 3.   | Северна Ирска | 3      | 1 | 0 | 2 | 2  | 2  | 0  | 3     |
| 4.   | Украјина      | 3      | 0 | 0 | 3 | 0  | 5  | -5 | 0     |

| 25. јун 2016 Осмина финала                                                        | Швајцарска        | 1:1 4:5 (пен.)                                                                            | Пољска                 | Сент Етјен |  |
| 15:00                                                                             | Џердан Шаћири 82’ |                                                                                           | Јакуб Блашчиковски 39’ | Стадион: Жофроа-Гишар Гледалаца: 38.842 Судија: Марк Клатенбург Помоћне судије: Симон Бек Помоћне судије: Џејк Колин |  |
|                                                                                   |                   | Пенали                                                                                    |                        | |  |
| Стефан Лихтштајнер · Гранит Џака · Џердан Шаћири · Фабијан Шер · Рикардо Родригез |                   | Роберт Левандовски · Аркадјуш Милик · Камил Глик · Јакуб Блашчиковски · Грегож Криховијак |                        | |  |

| 30. јун 2016 Четвртфинале                                             | Пољска                | 1:1 3:5 (пен.)                                                             | Португалија       | Марсељ |  |
| 21:00                                                                 | Роберт Левандовски 2’ |                                                                            | Ренато Саншес 33’ | Стадион: Велодром Гледалаца: 62.940 Судија: Феликс Брих Помоћне судије: Марк Борш Помоћне судије: Стефан Луп |  |
|                                                                       |                       | Пенали                                                                     |                   | |  |
| Роберт Левандовски · Аркадјуш Милик · Камил Глик · Јакуб Блажчиковски |                       | Кристијано Роналдо · Ренато Саншес · Жоао Мутињо · Нани · Рикардо Кварежма |                   | |  |

Након највећег успјеха на Европском, такмичење је наставила у циклусу квалификација за Свјетско првенство 2018, гдје је били у групи са Данском, Румунијом, Црном Гором, Јерменијом и Казахстаном. Пољска је квалификације почела ремијем на гостовању Казахстану 2:2, након чега је у дербију групе савладала Данску 3:2. Одлучујућу предност стекла је побједама на гостовањима против Румуније 3:0 и Црне Горе 2:1. Једини пораз доживјела је од Данске у Копенхагену, 4:0. Квалификације је завршила на првом мјесту, са 25 освојених бодова, пет више од Данске, и пласирала се на Свјетско првенство у Русији. На жријебу одржаном 1. децембра 2017. године, одлучено је да Пољска у групној фази игра у групи Х, са Колумбијом, Јапаном и Сенегалом. Прву утакмицу играла је против Сенегала, који је славио 2:1, аутоголом Тијага Чонека и голом Мбајеа Нијанга, гол за Пољску постигао је Гжегож Криховјак. У другом колу, поражена је од Колумбије 3:0, голове су постигли Јери Мина, Радамел Фалкао и Хуан Куадрадо; Пољска је тим поразом изгубила шансе за пролаз у нокаут фазу. У последњем колу побиједила је Јапан 1:0, голом Јана Беднарека, и Свјетско првенство завршила је на последњем мјесту, са три бода. Након првенства, селектор Адам Навалка је отпуштен, а на његово мјесто је доведен Јежи Бженчек.
| Поз | Тим       | Играно | П | Н | Пор. | ДГ | ПГ | ГР | Поени |
| --- | --------- | ------ | - | - | ---- | -- | -- | -- | ----- |
| 1.  | Колумбија | 3      | 2 | 0 | 1    | 5  | 2  | +3 | 6     |
| 2.  | Јапан     | 3      | 2 | 0 | 1    | 4  | 4  | -1 | 4     |
| 3.  | Сенегал   | 3      | 1 | 1 | 1    | 4  | 4  | 0  | 4     |
| 4.  | Пољска    | 3      | 1 | 0 | 2    | 2  | 5  | -3 | 3     |

Од сезоне 2018, УЕФА је покренула Лигу нација. Жријеб је одржан у Лозани, 24. јануара 2018. године, Пољска је у оквиру Дивизије А извучена у групи са Италијом и Португалијом.< Остварила је два ремија и два пораза; завршила је на последњем мјесту и испала је у Дивизију Б.
Жријеб за квалификације за Европско првенство 2020, одржан је 2. децембра 2018. године, у Даблину. Пољска је извучена у групи са Аустријом, Израелом, Летонијом, Македонијом и Словенијом. Репрезентације играју једна против друге кући и на страни, по Бергеровом систему, док ће се двије првопласиране репрезентације пласирати на Европско првенство. У првој утакмици побиједила је Аустрију на гостовању 1:0, голом Кжиштофа Пјонтека.

## Карактеристике

### Име
Званична Фифина шифра за Пољску је POL. Шифра се користи да би се идентификовао тим у међународним такмичењима, под окриљем Фифе, Фифе и других организација. Исту шифру користи и Исо. Пољска фудбалска репрезентација на пољском језику пише се Reprezentacja Polski w piłce nożnej. Надимци су Biało-czerwoni, што значи „Бијело-црвени”; и Białe Orły, што се преводи као „Бијели орлови”.

### Национални дресови
Национални дресови фудбалске репрезентације одражавају боје заставе Пољске — бијела и црвена. Осим мањих измјена (1920. године, чарапе на домаћим дресовима су биле пругасте), дизајн је исти од 1921. године. Домаћи дресови су бијела мајица, црвени шортс и бијеле чарапе. Гостујући дресови су у скроз црвеној боји (понекад су у комбинацији са бијелим шортсем). У случају да су и домаћи и гостујући дресови исти као и дресови противника, користе се трећи дресови који су обично црне или плаве боје..

#### Дресови кроз историју
| Свјетско првенство 1974 — домаћи дресови | Свјетско првенство 1978 — домаћи дресови | Свјетско првенство 1982 — домаћи дресови | Свјетско првенство 1986 — домаћи дресови | 1990 — домаћи дресови · | Свјетско првенство 2002 — домаћи дресови |

| Свјетско првенство 2006 — домаћи дресови | Европско првенство 2008. | 2009 — домаћи дресови | Европско првенство 2012. | 2014 — домаћи дресови | Европско првенство 2016. |

### Лого
Током двадесетих година, орао без штита (који није био тачан приказ грба Републике Пољске), постављен је на лијеву страну дреса и покривао је цијелу површину. Током тридесетих година 20. вијека, величина орла на дресу је смањена; такође је постао сличан званичном статутарном моделу. Током 1950-их, симбол је са висине срца помјерен до центра торза. Од средине 1990-их, орао је наизмјенично постављан на средину дреса или на лијеву страну. Током утакмице са Холандијом 1975, Пољаци су носили дрес с црвеним орлом, због грешке произвођача.
На почетку 1960-их, на дрес је стављен натпис POLSKA, који је постављен у грбу изнад орла. Натпис је ту био до краја 2005. године. Током 2006. и 2007. на дресовима су били мотиви хусара на предњој страни, а поред грба стављен је лого: лопта и крило, са натписом POLSKA испод.
Први пут се грб није нашао на дресовима 1992, када је тадашњи произвођач — Адмирал — замијенио грб са логом фудбалског савеза, са модификованим графичким дизајном орла, који је био окренут на лијеву страну. У новембру 2011, на стадиону у Вроцлаву, представљен је нови модел дресова, у којима је репрезентација требало да наступа на Европском првенству 2012. (дресови су први пут коришћени на утакмици против Италије, 11. новембра у Вроцлаву). На новим дресовима, орао је замијењен логоом фудбалског савеза, са натписом POLSKA (умјесто PZPN). Нови дресови, на којима није било државног грба, изазвали су бројне критике међу навијачима, који су најавили бојкот нових дресова. Као резултат бојкота на утакмици против Италије и четири дана касније против Мађарске у Познању, када су навијачи скандирали „Гдје је орао?”, дресови су промијењени и орао је враћен. Неколико мјесеци касније, стављање државног грба на националне дресове постало је законска обавеза.
Од 2014. године, дресови репрезентације не садрже ознаку PZPN (пољски фудбалски савез).

### Домаћи стадион
Репрезентација Пољске је своје противнике угостила на 51 стадиону, у 30 градова. Највише утакмица одиграно је на стадиону Пољске армије (72); прва утакмица на стадиону Пољске армије одиграна је 26. октобра 1930. против Летоније, док је посљедња утакмица одиграна 2. јуна 2012. против Андоре.
Друго мјесто по броју одиграних утакмица заузима Силисијски стадион у Хожову, на којем је Пољска одиграла 56 утакмица (прву 22. јула 1956. против Источне Њемачке, посљедњу 27. марта 2018. против Јужне Кореје). Овај стадион, који је прије свега национална арена, везује се за највеће успјехе Пољске; на њему је побиједила САД (1957), Енглеску (1973), Холандију (1975. и 1979), Италију (1985) и Португалију (1986); утакмицама на Силисијском стадиону, обезбиједила је пласман на Свјетско првенство 1978, 1986. и 2002, као и на Европско првенство 2008. На утакмици против Енглеске 1973, енглески новинари назвали су стадион „Вјештичји котао” (пољ. Kocioł Czarownic), што је у употреби и дан-данас међу новинарима и навијачима. У периоду од 2009. до 2017, стадион се реновирао, а након отварања има капацитет 54.378 мјеста.
На стадиону у Варшави, Пољска је одиграла 35 утакмица (прву 28. октобра 1956. против Норвешке, посљедњу 17. априла 1983. против Финске). Након посљедње утакмице репрезентације на њему, стадион више није коришћен у спортске сврхе. Године 2008, стадион је срушен, а на његовом мјесту изграђен нови национали стадион — капацитета 58.500 мјеста. На новом стадиону, репрезентација је одиграла преко 20 утакмица.
Силисијски стадион, одлуком Фудбалског савеза Пољске од 10. јула 1993, има статус националног стадиона, као једини национални стадион, иако нема назив ’национални’ у имену. С друге стране, стадион који је изграђен у те сврхе 2012 — Национални стадион у Варшави, према одлуци савеза нема статус националног стадиона.
Најмање десет утакмица играли су на Градском стадиону у Познању (15 утакмица у периоду 1986—2016), на Олимпијском стадиону у Вроцлаву (14 утакмица у периоду 1950—1987), Хенрик Рејман стадиону у Кракову (13 утакмица у периоду 1956—2016), стадиону ЛКС у Лођу (10 утакмица у периоду 1924—1983) и на стадиону у Бидгошчу (10 утакмица у периоду 1972—2009).
Највећа посјећеност на утакмицама на домаћем терену забиљежена је 28. јуна 1959, на Силисијском стадиону, када је Пољска у оквиру квалификација за Европско првенство 1960. играла против Шпаније; утакмицу је гледало 100.000 навијача. На утакмицама које је Пољска играла на страни, највећа гледаност забиљежена је 8. јуна 1966, против Бразила у Рио де Жанеиру, када је утакмици присуствовало 130.000 навијача.

### Медији
Први извјештаји о Фудбалској репрезентацији Пољске објавили су бројни магазини, међу њима и Пжеглон спортови (пољ. Przegląd Sportowy), који је у почетку постојања био званично тијело фудбалског савеза. Први радио-преноси уживо утакмица Пољске почели су током тридесетих година 20. вијека. Пријеносе је спроводио Пољски радио (пољ. Polskie Radio). Један од новинара пољског радија био је Михал Франк, који је извјештавао са утакмице Пољска—Бразил, у Стразбуру, у оквиру Свјетског првенства 1938. Његов пренос уживо преко пријемника на улицама и звучника инсталираних на стадионима, пратили су милиони људи у Пољској. Пољски радио је годинама био једини који је преносио утакмице репрезентације, а на пријелаз из 20. у 21. вијек, главни извјештавачи били су Томаш Зимох (до 2016) и Анджеј Јаниш.
Први телевизијски пренос утакмице репрезентације Пољске био је дуел са Турском, 19. маја 1957, на каналу TVP1, коментатори су били Стефан Жехот, Карол Хиг и Збигњев Смажевски. Пријеноси утакмица репрезентације у наредном периоду су расле. Највећа популарност међу гледаоцима била је током успјеха репрезентације на Олимпијским играма и Свјетском првенству, током седамдесетих и осамдесетих година 20. вијека. Утакмицу на отварању Свјетског првенства 1978, између Пољске и Њемачке, пратило је 23 милиона гледалаца на пољској телевизији. Главни извјештавач у том периоду био је Јан Ћишевски, који је коментарисао утакмицу између Енглеске и Пољске у оквиру квалификација 1973, утакмице на Олимпијским играма 1972. и 1976, као и утакмице на Свјетским првенствима 1974, 1978. и 1982. Данас се он сматра најбољим пољским спортским коментатором.
Прва утакмица Пољске коју је преносила нека друга телевизија, а не TVP, била је утакмица између Пољске и Бугарске 6. септембра 1998, коју је преносила телевизија Визја. Визја је утакмице преносила до краја 2001. године, док је TVP преносио поједине утакмице. Утакмицу између Пољске и Енглеске 1999. године, преносила је телевизија Канал +.
Утакмице Пољске на Свјетским првенствима 2002. и 2006. преносиле су истовремено телевизије Полсат и TVP2 (други програм телевизије Пољске). Други програм пољске телевизије преносио је утакмице репрезентације у том периоду, док су на почетку 2008. преноси враћени на први програм, изузев Европског првенства 2008, гдје је право преноса имала само телевизија Полсат. У периоду од 2014. до 2017, све утакмице у квалификацијама за Европско и Свјетско првенство преносио је Полсат (укључујући и Полсат спорт канал), гдје је први коментатор био Матеуш Борек. С друге стране, све пријатељске утакмице преносила је телевизија TVP. Утакмице Пољске на Европском првенству 2016. истовремено су преносили и Полсат и TVP. Исте године, пољска телевизија (TVP) откупила је права преноса утакмица репрезентације за период 2018—2022.

## Рекорди и занимљивости

### Највише одиграних утакмица
Активни фудбалери су подебљани:
| Позиција | Фудбалер           | Репрезентативна каријера | Број утакмица | Број голова |
| -------- | ------------------ | ------------------------ | ------------- | ----------- |
| 1.       | Роберт Левандовски | 2008—                    | 116           | 63          |
| 2.       | Јакуб Блашчиковски | 2006—                    | 108           | 21          |
| 3.       | Михал Зевлаков     | 1998—2011.               | 102           | 3           |
| 4.       | Гжегож Лато        | 1971—1984.               | 100           | 45          |
| 5.       | Казимјеж Дејна     | 1968—1978.               | 97            | 41          |
| 6.       | Јацек Бонк         | 1993—2008                | 96            | 3           |
| 6.       | Јасек Кжиновек     | 1999—2009                | 96            | 15          |
| 8.       | Владислав Жмуда    | 1973—1986.               | 91            | 2           |
| 9.       | Антони Шимановски  | 1970—1980.               | 82            | 1           |
| 10.      | Збигњев Боњек      | 1976—1988.               | 80            | 24          |
| 10.      | Камил Гросицки     | 2008—                    | 80            | 17          |

### Најбољи стријелци
Активни фудбалери су подебљани:
| Позиција | Фудбалер           | Репрезентативна каријера | Број голова | Број утакмица | Просјечно |
| -------- | ------------------ | ------------------------ | ----------- | ------------- | --------- |
| 1.       | Роберт Левандовски | 2008—                    | 63          | 116           | 0,54      |
| 2.       | Влођимјеж Лубањски | 1963—1980.               | 48          | 75            | 0,64      |
| 3.       | Гжегож Лато        | 1971—1984                | 45          | 100           | 0,45      |
| 4.       | Казимјеж Дејна     | 1968—1978.               | 41          | 97            | 0,42      |
| 5.       | Ернест Пол         | 1955—1965.               | 39          | 46            | 0,85      |
| 6.       | Анджеј Шармах      | 1973—1982                | 32          | 61            | 0,52      |
| 7.       | Герард Ћеслик      | 1947—1958.               | 27          | 45            | 0,60      |
| 8.       | Збигњев Боњек      | 1976—1988.               | 24          | 80            | 0,30      |
| 9.       | Ернест Вилимовски  | 1934—1939.               | 21          | 22            | 0,96      |
| 9.       | Јакуб Блашчиковски | 2006–                    | 21          | 108           | 0,20      |
| 11.      | Даријуш Ђекановски | 1981—1990                | 20          | 63            | 0,32      |

### Занимљивости
- Влођимјеж Лубањски је најмлађи играч у историји Пољске, заиграо је за репрезентацију са 16 година и 188 дана;[216]
- Јежи Дудек је најстарији фудбалер који је играо за репрезентацију, наступао је са 40 година и 73 дана;[216]
- Влођимјеж Лубањски је најмлађи стријелац у историји Пољске, постигао је гол на дебију, са 16 година и 188 дана;[217]
- Лусјан Брихчи је најстарији стријелац у репрезентацији, постигао је гол са 35 година и 75 дана;[218]
- Влођимјеж Лубањски је играч са најдужим стажем у репрезентацији, наступао је у периоду 4. 9. 1963 — 24. 9. 1980, 17 година и 21 дан;[219]
- Најбољи резултат Пољске је 13 утакмица заредом без пораза, у периоду 16. 8. 2000 — 1. 9. 2001 и 6. 6. 2016 — 10. 6. 2017;[220]
- Највише узастопних побједа које је остварила је 7, у периоду 29. 5. 2005 — 7. 10. 2005;[221]
- Забиљежила је пет узастопних ремија (1. 2. 1993 — 31. 3. 1993),[221] 6 узастопних пораза (15. 10. 1933 — 9. 9. 1934)[221] и 13 утакмица без побједе (29. 6. 1995 — 9. 10. 1996).[222]

## Резултати на међународним такмичењима

### Свјетско првенство
Првак    Другопласирани    Трећепласирани    Четвртопласирани  
| Резултати на Свјетском првенству | Резултати на Свјетском првенству | Резултати на Свјетском првенству | Резултати на Свјетском првенству | Резултати на Свјетском првенству | Резултати на Свјетском првенству | Резултати на Свјетском првенству | Резултати на Свјетском првенству | Резултати на Свјетском првенству | Резултати у квалификацијама за Свјетско првенство | Резултати у квалификацијама за Свјетско првенство | Резултати у квалификацијама за Свјетско првенство | Резултати у квалификацијама за Свјетско првенство | Резултати у квалификацијама за Свјетско првенство | Резултати у квалификацијама за Свјетско првенство |
| Година                           | Коло                             | Позиција                         | И                                | П                                | Н*                               | ПР                               | ДГ                               | ПГ                               | И                                                 | П                                                 | Н*                                                | И                                                 | ДГ                                                | ПГ                                                |
| -------------------------------- | -------------------------------- | -------------------------------- | -------------------------------- | -------------------------------- | -------------------------------- | -------------------------------- | -------------------------------- | -------------------------------- | ------------------------------------------------- | ------------------------------------------------- | ------------------------------------------------- | ------------------------------------------------- | ------------------------------------------------- | ------------------------------------------------- |
| 1930.                            | Није учествовала                 | Није учествовала                 | Није учествовала                 | Није учествовала                 | Није учествовала                 | Није учествовала                 | Није учествовала                 | Није учествовала                 | Отказала учешће                                   | Отказала учешће                                   | Отказала учешће                                   | Отказала учешће                                   | Отказала учешће                                   | Отказала учешће                                   |
| 1934.                            | Није се квалификовала            | Није се квалификовала            | Није се квалификовала            | Није се квалификовала            | Није се квалификовала            | Није се квалификовала            | Није се квалификовала            | Није се квалификовала            | 1                                                 | 0                                                 | 0                                                 | 1                                                 | 1                                                 | 2                                                 |
| 1938.                            | Прва рунда                       | 11.                              | 1                                | 0                                | 0                                | 1                                | 5                                | 6                                | 2                                                 | 1                                                 | 0                                                 | 1                                                 | 4                                                 | 1                                                 |
| 1950.                            | Није учествовала                 | Није учествовала                 | Није учествовала                 | Није учествовала                 | Није учествовала                 | Није учествовала                 | Није учествовала                 | Није учествовала                 | Отказала учешће                                   | Отказала учешће                                   | Отказала учешће                                   | Отказала учешће                                   | Отказала учешће                                   | Отказала учешће                                   |
| 1954.                            | Није учествовала                 | Није учествовала                 | Није учествовала                 | Није учествовала                 | Није учествовала                 | Није учествовала                 | Није учествовала                 | Није учествовала                 | Напустила квалификације                           | Напустила квалификације                           | Напустила квалификације                           | Напустила квалификације                           | Напустила квалификације                           | Напустила квалификације                           |
| 1958.                            | Није се квалификовала            | Није се квалификовала            | Није се квалификовала            | Није се квалификовала            | Није се квалификовала            | Није се квалификовала            | Није се квалификовала            | Није се квалификовала            | 5                                                 | 3                                                 | 0                                                 | 2                                                 | 9                                                 | 7                                                 |
| 1962.                            | Није се квалификовала            | Није се квалификовала            | Није се квалификовала            | Није се квалификовала            | Није се квалификовала            | Није се квалификовала            | Није се квалификовала            | Није се квалификовала            | 2                                                 | 0                                                 | 1                                                 | 1                                                 | 2                                                 | 3                                                 |
| 1966.                            | Није се квалификовала            | Није се квалификовала            | Није се квалификовала            | Није се квалификовала            | Није се квалификовала            | Није се квалификовала            | Није се квалификовала            | Није се квалификовала            | 6                                                 | 2                                                 | 2                                                 | 2                                                 | 11                                                | 10                                                |
| 1970.                            | Није се квалификовала            | Није се квалификовала            | Није се квалификовала            | Није се квалификовала            | Није се квалификовала            | Није се квалификовала            | Није се квалификовала            | Није се квалификовала            | 6                                                 | 4                                                 | 0                                                 | 2                                                 | 19                                                | 8                                                 |
| 1974.                            | Треће мјесто                     | 3.                               | 7                                | 6                                | 0                                | 1                                | 16                               | 5                                | 4                                                 | 2                                                 | 1                                                 | 1                                                 | 6                                                 | 3                                                 |
| 1978.                            | Друга рунда                      | 5.                               | 6                                | 3                                | 1                                | 2                                | 6                                | 6                                | 6                                                 | 5                                                 | 1                                                 | 0                                                 | 17                                                | 4                                                 |
| 1982.                            | Треће мјесто                     | 3.                               | 7                                | 3                                | 3                                | 1                                | 11                               | 5                                | 4                                                 | 4                                                 | 0                                                 | 0                                                 | 12                                                | 2                                                 |
| 1986.                            | Осмина финала                    | 14.                              | 4                                | 1                                | 1                                | 2                                | 1                                | 7                                | 6                                                 | 3                                                 | 2                                                 | 1                                                 | 10                                                | 6                                                 |
| 1990.                            | Није се квалификовала            | Није се квалификовала            | Није се квалификовала            | Није се квалификовала            | Није се квалификовала            | Није се квалификовала            | Није се квалификовала            | Није се квалификовала            | 6                                                 | 2                                                 | 1                                                 | 3                                                 | 4                                                 | 8                                                 |
| 1994.                            | Није се квалификовала            | Није се квалификовала            | Није се квалификовала            | Није се квалификовала            | Није се квалификовала            | Није се квалификовала            | Није се квалификовала            | Није се квалификовала            | 10                                                | 3                                                 | 2                                                 | 5                                                 | 10                                                | 15                                                |
| 1998.                            | Није се квалификовала            | Није се квалификовала            | Није се квалификовала            | Није се квалификовала            | Није се квалификовала            | Није се квалификовала            | Није се квалификовала            | Није се квалификовала            | 8                                                 | 3                                                 | 1                                                 | 4                                                 | 10                                                | 12                                                |
| 2002.                            | Групна фаза                      | 25.                              | 3                                | 1                                | 0                                | 2                                | 3                                | 7                                | 10                                                | 6                                                 | 3                                                 | 1                                                 | 21                                                | 11                                                |
| 2006.                            | Групна фаза                      | 21.                              | 3                                | 1                                | 0                                | 2                                | 2                                | 4                                | 10                                                | 8                                                 | 0                                                 | 2                                                 | 27                                                | 9                                                 |
| 2010.                            | Није се квалификовала            | Није се квалификовала            | Није се квалификовала            | Није се квалификовала            | Није се квалификовала            | Није се квалификовала            | Није се квалификовала            | Није се квалификовала            | 10                                                | 3                                                 | 2                                                 | 5                                                 | 19                                                | 14                                                |
| 2014.                            | Није се квалификовала            | Није се квалификовала            | Није се квалификовала            | Није се квалификовала            | Није се квалификовала            | Није се квалификовала            | Није се квалификовала            | Није се квалификовала            | 10                                                | 3                                                 | 4                                                 | 3                                                 | 18                                                | 12                                                |
| 2018.                            | Групна фаза                      | 25.                              | 3                                | 1                                | 0                                | 2                                | 2                                | 5                                | 10                                                | 8                                                 | 1                                                 | 1                                                 | 28                                                | 14                                                |
| 2022.                            | Осмина финала                    | 15.                              | 3                                | 1                                | 1                                | 2                                | 3                                | 5                                | 11                                                | 7                                                 | 2                                                 | 2                                                 | 32                                                | 11                                                |
| Укупно                           | Треће мјесто                     | 9/22                             | 37                               | 17                               | 6                                | 15                               | 49                               | 50                               | 128                                               | 67                                                | 23                                                | 38                                                | 260                                               | 154                                               |

### Европско првенство
Првак    Другопласирани    Трећепласирани    Четвртопласирани  
| Резултати на Европском првенству | Резултати на Европском првенству | Резултати на Европском првенству | Резултати на Европском првенству | Резултати на Европском првенству | Резултати на Европском првенству | Резултати на Европском првенству | Резултати на Европском првенству | Резултати на Европском првенству | Резултати у квалификацијама за Европско првенство | Резултати у квалификацијама за Европско првенство | Резултати у квалификацијама за Европско првенство | Резултати у квалификацијама за Европско првенство | Резултати у квалификацијама за Европско првенство | Резултати у квалификацијама за Европско првенство |
| Година                           | Коло                             | Позиција                         | И                                | П                                | Н*                               | ПР                               | ДГ                               | ПГ                               | И                                                 | П                                                 | Н*                                                | И                                                 | ДГ                                                | ПГ                                                |
| -------------------------------- | -------------------------------- | -------------------------------- | -------------------------------- | -------------------------------- | -------------------------------- | -------------------------------- | -------------------------------- | -------------------------------- | ------------------------------------------------- | ------------------------------------------------- | ------------------------------------------------- | ------------------------------------------------- | ------------------------------------------------- | ------------------------------------------------- |
| 1960.                            | Није се квалификовала            | Није се квалификовала            | Није се квалификовала            | Није се квалификовала            | Није се квалификовала            | Није се квалификовала            | Није се квалификовала            | Није се квалификовала            | 2                                                 | 0                                                 | 0                                                 | 2                                                 | 2                                                 | 7                                                 |
| 1964.                            | Није се квалификовала            | Није се квалификовала            | Није се квалификовала            | Није се квалификовала            | Није се квалификовала            | Није се квалификовала            | Није се квалификовала            | Није се квалификовала            | 2                                                 | 0                                                 | 0                                                 | 2                                                 | 0                                                 | 4                                                 |
| 1968.                            | Није се квалификовала            | Није се квалификовала            | Није се квалификовала            | Није се квалификовала            | Није се квалификовала            | Није се квалификовала            | Није се квалификовала            | Није се квалификовала            | 6                                                 | 3                                                 | 1                                                 | 2                                                 | 13                                                | 9                                                 |
| 1972.                            | Није се квалификовала            | Није се квалификовала            | Није се квалификовала            | Није се квалификовала            | Није се квалификовала            | Није се квалификовала            | Није се квалификовала            | Није се квалификовала            | 6                                                 | 2                                                 | 2                                                 | 2                                                 | 10                                                | 6                                                 |
| 1976.                            | Није се квалификовала            | Није се квалификовала            | Није се квалификовала            | Није се квалификовала            | Није се квалификовала            | Није се квалификовала            | Није се квалификовала            | Није се квалификовала            | 6                                                 | 3                                                 | 2                                                 | 1                                                 | 9                                                 | 5                                                 |
| 1980.                            | Није се квалификовала            | Није се квалификовала            | Није се квалификовала            | Није се квалификовала            | Није се квалификовала            | Није се квалификовала            | Није се квалификовала            | Није се квалификовала            | 8                                                 | 5                                                 | 2                                                 | 1                                                 | 13                                                | 4                                                 |
| 1984.                            | Није се квалификовала            | Није се квалификовала            | Није се квалификовала            | Није се квалификовала            | Није се квалификовала            | Није се квалификовала            | Није се квалификовала            | Није се квалификовала            | 6                                                 | 1                                                 | 2                                                 | 3                                                 | 6                                                 | 9                                                 |
| 1988.                            | Није се квалификовала            | Није се квалификовала            | Није се квалификовала            | Није се квалификовала            | Није се квалификовала            | Није се квалификовала            | Није се квалификовала            | Није се квалификовала            | 8                                                 | 3                                                 | 2                                                 | 3                                                 | 9                                                 | 11                                                |
| 1992.                            | Није се квалификовала            | Није се квалификовала            | Није се квалификовала            | Није се квалификовала            | Није се квалификовала            | Није се квалификовала            | Није се квалификовала            | Није се квалификовала            | 6                                                 | 2                                                 | 3                                                 | 1                                                 | 8                                                 | 6                                                 |
| 1996.                            | Није се квалификовала            | Није се квалификовала            | Није се квалификовала            | Није се квалификовала            | Није се квалификовала            | Није се квалификовала            | Није се квалификовала            | Није се квалификовала            | 10                                                | 3                                                 | 4                                                 | 3                                                 | 14                                                | 12                                                |
| 2000.                            | Није се квалификовала            | Није се квалификовала            | Није се квалификовала            | Није се квалификовала            | Није се квалификовала            | Није се квалификовала            | Није се квалификовала            | Није се квалификовала            | 8                                                 | 4                                                 | 1                                                 | 3                                                 | 12                                                | 8                                                 |
| 2004.                            | Није се квалификовала            | Није се квалификовала            | Није се квалификовала            | Није се квалификовала            | Није се квалификовала            | Није се квалификовала            | Није се квалификовала            | Није се квалификовала            | 8                                                 | 4                                                 | 1                                                 | 3                                                 | 11                                                | 7                                                 |
| 2008.                            | Групна фаза                      | 14.                              | 3                                | 0                                | 1                                | 2                                | 1                                | 4                                | 14                                                | 8                                                 | 4                                                 | 2                                                 | 24                                                | 12                                                |
| 2012.                            | Групна фаза                      | 14.                              | 3                                | 0                                | 2                                | 1                                | 2                                | 3                                | Квалификовала се као домаћин                      | Квалификовала се као домаћин                      | Квалификовала се као домаћин                      | Квалификовала се као домаћин                      | Квалификовала се као домаћин                      | Квалификовала се као домаћин                      |
| 2016.                            | Четвртфинале                     | 5.                               | 5                                | 2                                | 3                                | 0                                | 4                                | 2                                | 10                                                | 6                                                 | 3                                                 | 1                                                 | 33                                                | 10                                                |
| 2020.                            | Групна фаза                      | 21.                              | 3                                | 0                                | 1                                | 2                                | 4                                | 6                                | 10                                                | 8                                                 | 1                                                 | 1                                                 | 18                                                | 5                                                 |
| 2024.                            | Групна фаза                      | 23.                              | 3                                | 0                                | 1                                | 2                                | 3                                | 6                                | 10                                                | 4                                                 | 3                                                 | 3                                                 | 15                                                | 11                                                |
| Укупно                           | Четвртфинале                     | 5/17                             | 17                               | 2                                | 8                                | 7                                | 14                               | 21                               | 120                                               | 56                                                | 31                                                | 33                                                | 197                                               | 126                                               |

### Олимпијске игре
Дуги низ година на Олимпијским играма су учествовали аматери, а не професионални фудбалери. Међутим, неке репрезентације су долазиле с најјачим тимом, док су друге биле знатно слабије. То је зависило од различитих одредби којима се регулише питање аматеризма у различитим државама; Фифа је фудбалским савезима препустила питање препознавања фудбалера као аматера. Такође, учествовали су бројни полуаматери, јер су незванично за наступе примали новац. Фудбалски турнир на Олимпијским играма 1920. сматран је незваничним Свјетским првенством.
По обнављању независности, Пољска је на Олимпијским играма требало да дебитује 1920, али је због рата са Бољшевицима, мјесец дана пред почетак Игара, Олимпијски комитет Пољске одлучио да неће учествовати на Играма. Пољска је на Олимпијским играма дебитовала 1924, када је испала у првом кругу. Четири године касније, због малог броја репрезентативаца и обимног календара у лиги, није могла да састави репрезентацију која би наступала на Играма 1928. у Амстердаму. Повратак на Игре услиједио је 1936, када су, на челу са Јозефом Калужајем, освојили четврто мјесто у Берлину.
По завршетку Другог свјетског рата, Пољска одлуком фудбалског савеза није учествовала на Играма 1948. На Игре се вратила 1952, када је у осмини финала поражена од Данске; четири године касније, уведене су квалификације за пласман на Олимпијске игре, у којима Пољска није морала да учествује, али су одустали од пута у Мелбурн, вјероватно из политичких или финансијских разлога. На играма 1960. је испала у групи, док је у квалификацијама за Игре 1964. у Токију испала од Италије. Међутим, Италија је дисквалификована због наступа са професионалним фудбалерима и МОК је понудио Пољској да наступа на Играма, али су Пољаци то одбили. Није се пласирала ни на Игре у Мексику 1968.
На наредна два турнира остварила је највеће успјехе; на Играма 1972, на челу са тренером Казимижем Горским освојила је злато, док је четири године касније освојила сребро. На Игре 1976, као актуелни побједник, пласирала се директно — није морала да учествује у квалификацијама.
До 1976, Пољска је играла и у финалима и у квалификацијама. Због неједнаке примјене правила о аматерским играчима, многе утакмице нису се рачунале као званичне, због наступа играча различитих категорија. У периоду 1980—1988, за репрезентацију Пољске у квалификацијама за Олимпијске игре наступао је други тим, а такође је и селектор био други; испала је у квалификацијама за Игре 1980, 1984. и 1988. На Играма 1992, први пут је омогућено професионалним фудбалерима да учествују, са ограничењем до 23 године, уз изузетак три фудбалера који могу да буду изнад 23 године.
Посљедњи пут је учествовала на Играма 1992. и освојила друго мјесто.
  Првак    Другопласирани    Трећепласирани    Четвртопласирани  
| Олимпијске игре | Олимпијске игре                               | Олимпијске игре                               | Олимпијске игре                               | Олимпијске игре                               | Олимпијске игре                               | Олимпијске игре                               |                                               |
| Домаћин/Година  | Резултат                                      | И                                             | П                                             | Н*                                            | ПР                                            | ДГ                                            | ПГ                                            |
| --------------- | --------------------------------------------- | --------------------------------------------- | --------------------------------------------- | --------------------------------------------- | --------------------------------------------- | --------------------------------------------- | --------------------------------------------- |
| 1896.           | Није учествовала (Пољска није била независна) | Није учествовала (Пољска није била независна) | Није учествовала (Пољска није била независна) | Није учествовала (Пољска није била независна) | Није учествовала (Пољска није била независна) | Није учествовала (Пољска није била независна) | Није учествовала (Пољска није била независна) |
| 1900.           | Није учествовала (Пољска није била независна) | Није учествовала (Пољска није била независна) | Није учествовала (Пољска није била независна) | Није учествовала (Пољска није била независна) | Није учествовала (Пољска није била независна) | Није учествовала (Пољска није била независна) | Није учествовала (Пољска није била независна) |
| 1904.           | Није учествовала (Пољска није била независна) | Није учествовала (Пољска није била независна) | Није учествовала (Пољска није била независна) | Није учествовала (Пољска није била независна) | Није учествовала (Пољска није била независна) | Није учествовала (Пољска није била независна) | Није учествовала (Пољска није била независна) |
| 1906.           | Није учествовала (Пољска није била независна) | Није учествовала (Пољска није била независна) | Није учествовала (Пољска није била независна) | Није учествовала (Пољска није била независна) | Није учествовала (Пољска није била независна) | Није учествовала (Пољска није била независна) | Није учествовала (Пољска није била независна) |
| 1908.           | Није учествовала (Пољска није била независна) | Није учествовала (Пољска није била независна) | Није учествовала (Пољска није била независна) | Није учествовала (Пољска није била независна) | Није учествовала (Пољска није била независна) | Није учествовала (Пољска није била независна) | Није учествовала (Пољска није била независна) |
| 1912.           | Није учествовала (Пољска није била независна) | Није учествовала (Пољска није била независна) | Није учествовала (Пољска није била независна) | Није учествовала (Пољска није била независна) | Није учествовала (Пољска није била независна) | Није учествовала (Пољска није била независна) | Није учествовала (Пољска није била независна) |
| 1920.           | Није учествовала                              | -                                             | -                                             | -                                             | -                                             | -                                             | -                                             |
| 1924.           | 1. коло                                       | 1                                             | 0                                             | 0                                             | 1                                             | 0                                             | 5                                             |
| 1928.           | Није се квалификовала                         | Није се квалификовала                         | Није се квалификовала                         | Није се квалификовала                         | Није се квалификовала                         | Није се квалификовала                         | Није се квалификовала                         |
| 1932.           | Није се квалификовала                         | Није се квалификовала                         | Није се квалификовала                         | Није се квалификовала                         | Није се квалификовала                         | Није се квалификовала                         | Није се квалификовала                         |
| 1936.           | 4. мјесто                                     | 4                                             | 2                                             | 0                                             | 2                                             | 11                                            | 10                                            |
| 1948.           | Није се квалификовала                         | -                                             | -                                             | -                                             | -                                             | -                                             | -                                             |
| 1952.           | 1. коло                                       | 2                                             | 1                                             | 0                                             | 1                                             | 2                                             | 3                                             |
| 1956.           | Није се квалификовала                         | -                                             | -                                             | -                                             | -                                             | -                                             | -                                             |
| 1960.           | Групна фаза                                   | 3                                             | 1                                             | 0                                             | 2                                             | 7                                             | 5                                             |
| 1964.           | Није се квалификовала                         | Није се квалификовала                         | Није се квалификовала                         | Није се квалификовала                         | Није се квалификовала                         | Није се квалификовала                         | Није се квалификовала                         |
| 1968.           | Није се квалификовала                         | Није се квалификовала                         | Није се квалификовала                         | Није се квалификовала                         | Није се квалификовала                         | Није се квалификовала                         | Није се квалификовала                         |
| 1972.           | Побједник                                     | 7                                             | 6                                             | 1                                             | 0                                             | 21                                            | 5                                             |
| 1976.           | Финалиста                                     | 5                                             | 3                                             | 1                                             | 1                                             | 12                                            | 5                                             |
| 1980.           | Није се квалификовала                         | Није се квалификовала                         | Није се квалификовала                         | Није се квалификовала                         | Није се квалификовала                         | Није се квалификовала                         | Није се квалификовала                         |
| 1984.           | Није се квалификовала                         | Није се квалификовала                         | Није се квалификовала                         | Није се квалификовала                         | Није се квалификовала                         | Није се квалификовала                         | Није се квалификовала                         |
| 1988.           | Није се квалификовала                         | Није се квалификовала                         | Није се квалификовала                         | Није се квалификовала                         | Није се квалификовала                         | Није се квалификовала                         | Није се квалификовала                         |
| 1992.           | Финалиста                                     | 6                                             | 4                                             | 1                                             | 1                                             | 17                                            | 6                                             |
| 1996.           | Није се квалификовала                         | Није се квалификовала                         | Није се квалификовала                         | Није се квалификовала                         | Није се квалификовала                         | Није се квалификовала                         | Није се квалификовала                         |
| 2000.           | Није се квалификовала                         | Није се квалификовала                         | Није се квалификовала                         | Није се квалификовала                         | Није се квалификовала                         | Није се квалификовала                         | Није се квалификовала                         |
| 2004.           | Није се квалификовала                         | Није се квалификовала                         | Није се квалификовала                         | Није се квалификовала                         | Није се квалификовала                         | Није се квалификовала                         | Није се квалификовала                         |
| 2008.           | Није се квалификовала                         | Није се квалификовала                         | Није се квалификовала                         | Није се квалификовала                         | Није се квалификовала                         | Није се квалификовала                         | Није се квалификовала                         |
| 2012.           | Није се квалификовала                         | Није се квалификовала                         | Није се квалификовала                         | Није се квалификовала                         | Није се квалификовала                         | Није се квалификовала                         | Није се квалификовала                         |
| 2016.           | Није се квалификовала                         | Није се квалификовала                         | Није се квалификовала                         | Није се квалификовала                         | Није се квалификовала                         | Није се квалификовала                         | Није се квалификовала                         |
| 2020.           | Слиједи                                       | Слиједи                                       | Слиједи                                       | Слиједи                                       | Слиједи                                       | Слиједи                                       | Слиједи                                       |
| Укупно          | 7/23                                          | 28                                            | 17                                            | 3                                             | 8                                             | 70                                            | 39                                            |

- Од 1992, репрезентацијама на Олимпијским играма ограничено је да воде највише три играча старија од 23 године.

### Лига нација
Првак    Другопласирани  
| Лига нација | Лига нација | Лига нација        | Лига нација | Лига нација | Лига нација | Лига нација | Лига нација | Лига нација | Лига нација |
| Година      | Дивизија    | Коло               | Поз.        | И           | П           | Н*          | ПР          | ДГ          | ПГ          |
| ----------- | ----------- | ------------------ | ----------- | ----------- | ----------- | ----------- | ----------- | ----------- | ----------- |
| 2018/19     | A           | Same position      | 3.          | 4           | 0           | 2           | 2           | 4           | 6           |
| 2020/21     | A           | Same position      | 3.          | 6           | 2           | 1           | 3           | 6           | 6           |
| 2022/23     | A           | Same position      | 3.          | 6           | 2           | 1           | 3           | 6           | 12          |
| Укупно      | Укупно      | Групна фаза Лига А | 3/3         | 16          | 4           | 4           | 8           | 16          | 24          |

*Означава неријешене резултате, који укључују утакмице елиминационе фазе који су одлучени након извођења једанаестераца.

## Успјеси
- Свјетско првенство

- Треће мјесто (2)  1974.  1982.

- Европско првенство

- Четвртфинале (1) 2016.

- Олимпијске игре

- Злато (1)  1972.
- Сребро (2)  1976  1992.

## Позиције на Фифа ранг листи
Пред крај 1990, Фифа је покренула ранг листу за рачунање позиција фудбалских репрезентација за претходну годину. Листа је објављена и за 1991. и 1992, док је од августа 1993. почела да излази листа на мјесечном нивоу — уз ријетке изузетке када ранг листа није објављивана. Листа се користи за одређивања при жријебању за групе за Свјетско и Европско првенство, као и одређивање група у квалификацијама. Репрезентација Пољске је најбољи пласман на Фифиној ранг листи остварила у августу 2017. године, када је заузимала пето мјесто, док су најгоре пласирани били у новембру 2013 — када су заузимали 78. мјесто.
Позиције репрезентације Пољске на Фифа ранг листи:
| Мјесец/Година | Јануар | Фебруар | Март | Април | Мај | Јун | Јул | Август | Септембар | Октобар | Новембар | Децембар |
| ------------- | ------ | ------- | ---- | ----- | --- | --- | --- | ------ | --------- | ------- | -------- | -------- |
| 1990.         | –      | –       | –    | –     | –   | –   | –   | –      | –         | –       | –        | 22       |
| 1991.         | –      | –       | –    | –     | –   | –   | –   | –      | –         | –       | –        | 22       |
| 1992.         | –      | –       | –    | –     | –   | –   | –   | –      | –         | –       | –        | 20       |
| 1993.         | –      | –       | –    | –     | –   | –   | –   | 20     | 22        | 23      | 26       | 28       |
| 1994.         | –      | 24      | 24   | 28    | 27  | 32  | 32  | –      | 33        | 36      | 33       | 29       |
| 1995.         | –      | 32      | –    | 34    | 36  | 29  | 32  | 28     | 28        | 27      | 33       | 33       |
| 1996          | 35     | 37      | –    | 40    | 42  | –   | 50  | 55     | 56        | 55      | 52       | 53       |
| 1997.         | –      | 56      | –    | 52    | 57  | 57  | 51  | 53     | 50        | 45      | 47       | 48       |
| 1998.         | –      | 60      | 61   | 55    | 54  | –   | 48  | 40     | 34        | 34      | 29       | 31       |
| 1999.         | 29     | 28      | 27   | 30    | 29  | 23  | 26  | 27     | 29        | 30      | 32       | 32       |
| 2000.         | 32     | 32      | 32   | 34    | 35  | 36  | 41  | 44     | 36        | 36      | 44       | 43       |
| 2001.         | 39     | 38      | 32   | 23    | 23  | 23  | 24  | 25     | 27        | 28      | 33       | 33       |
| 2002.         | 31     | 36      | 33   | 38    | 38  | –   | 39  | 37     | 35        | 35      | 33       | 33       |
| 2003.         | 33     | 33      | 32   | 28    | 29  | 33  | 36  | 34     | 31        | 26      | 24       | 25       |
| 2004.         | 27     | 26      | 24   | 30    | 29  | 26  | 27  | 28     | 29        | 29      | 26       | 25       |
| 2005.         | 25     | 25      | 27   | 25    | 24  | 23  | 24  | 22     | 17        | 23      | 23       | 22       |
| 2006.         | 22     | 26      | 26   | 28    | 29  | –   | 30  | 30     | 35        | 27      | 22       | 24       |
| 2007.         | 25     | 23      | 24   | 21    | 18  | 18  | 21  | 20     | 16        | 20      | 23       | 22       |
| 2008.         | 23     | 20      | 24   | 28    | 27  | 28  | 32  | 29     | 30        | 30      | 32       | 34       |
| 2009.         | 31     | 28      | 29   | 41    | 40  | 39  | 41  | 40     | 36        | 56      | 56       | 58       |
| 2010.         | –      | 57      | 59   | 58    | 58  | –   | 56  | 56     | 66        | 69      | 71       | 73       |
| 2011.         | 72     | 71      | 70   | 71    | 71  | 67  | 69  | 65     | 65        | 64      | 66       | 66       |
| 2012.         | 68     | 70      | 75   | 65    | 65  | 62  | 54  | 54     | 56        | 54      | 54       | 55       |
| 2013.         | 56     | 59      | 61   | 63    | 63  | 65  | 75  | 72     | 65        | 69      | 78       | 76       |
| 2014.         | 77     | 70      | 73   | 72    | 72  | 69  | 61  | 61     | 70        | 44      | 40       | 41       |
| 2015.         | 41     | 40      | 34   | 35    | 35  | 32  | 30  | 33     | 34        | 43      | 38       | 34       |
| 2016.         | 35     | 34      | 31   | 27    | 27  | 27  | 16  | 16     | 17        | 15      | 15       | 15       |
| 2017.         | 15     | 14      | 12   | 11    | 11  | 10  | 6   | 5      | 6         | 6       | 7        | 7        |
| 2018.         | 7      | 7       | 6    | 10    | 10  | 8   | —   | 18     | 18        | 21      | 20       | 20       |
| 2019.         | —      | 20      | —    | 20    | —   | 19  | 20  | —      | 22        | 21      | 19       | 19       |
| 2020.         | —      | 19      | —    | 19    | —   | 19  | 19  | —      | 19        | 18      | 19       | 19       |

## Састав Пољске
Ажурирано након утакмице против Словеније 19. новембра 2019..
| Име                      | Датум рођења  | Број наступа | Број голова | Клуб                |         |         |
| Голмани                  | Голмани       | Голмани      | Голмани     | Голмани             | Голмани | Голмани |
| ------------------------ | ------------- | ------------ | ----------- | ------------------- | ------- | ------- |
| Војћех Шчесни            | 18. 4. 1990.  | 46           | 0           | Јувентус            |         |         |
| Лукаш Скорупски          | 5. 5. 1991.   | 3            | 0           | Болоња              |         |         |
| Радослав Мајецки         | 16. 11. 1999. | 0            | 0           | Легија Варшава      |         |         |
| Одбрамбени фудбалери     |               |              |             |                     |         |         |
| Кристијан Бјелик         | 4. 1. 1998.   | 3            | 0           | Дерби каунти        |         |         |
| Камил Глик               | 3. 2. 1988.   | 73           | 5           | Монако              |         |         |
| Лукаш Пишчек             | 3. 6. 1985.   | 66           | 3           | Борусија Дортмунд   |         |         |
| Артур Јенджејчик         | 4. 11. 1987.  | 40           | 3           | Легија Варшава      |         |         |
| Јан Беднарек             | 12. 4. 1996.  | 21           | 1           | Саутхемптон         |         |         |
| Тијаго Чонек             | 21. 4. 1986.  | 21           | 0           | СПАЛ                |         |         |
| Томаш Кендзјора          | 11. 6. 1994.  | 16           | 0           | Динамо Кијев        |         |         |
| Аркадјуш Реса            | 17. 6. 1995.  | 8            | 0           | СПАЛ                |         |         |
| Фудбалери средине терена |               |              |             |                     |         |         |
| Камил Гросицки           | 8. 6. 1988.   | 73           | 13          | Вест Бромвич албион |         |         |
| Гжегож Криховјак         | 8. 5. 1993.   | 69           | 4           | Локомотива Москва   |         |         |
| Пјотр Зјелињски          | 20. 5. 1994.  | 51           | 6           | Наполи              |         |         |
| Матеуш Клих              | 13. 6. 1990.  | 26           | 2           | Лидс јунајтед       |         |         |
| Јацек Горалски           | 21. 9. 1992.  | 13           | 1           | Каират              |         |         |
| Пжемислав Франковски     | 12. 4. 1995.  | 10           | 1           | Чикаго фајер        |         |         |
| Себастијан Шимањски      | 10. 5. 1999.  | 5            | 1           | Динамо Москва       |         |         |
| Дамјан Кондзјор          | 16. 6. 1992.  | 4            | 1           | Динамо Загреб       |         |         |
| Доминик Фурман           | 6. 7. 1992.   | 3            | 0           | Висла Плок          |         |         |
| Камил Јожвјак            | 22. 4. 1998.  | 1            | 0           | Лех Познањ          |         |         |
| Нападачи                 |               |              |             |                     |         |         |
| Роберт Левандовски       | 21. 8. 1988.  | 112          | 61          | Бајерн Минхен       |         |         |
| Давид Ковнацки           | 14. 3. 1997.  | 6            | 1           | Фортуна Диселдорф   |         |         |
| Кжиштоф Пјонтек          | 1. 7. 1995.   | 10           | 5           | Херта Берлин        |         |         |

## Капитени и селектори

### Списак капитена
Казимјеж Дејна је капитенску траку носио рекордних 57 утакмица.
Тренутни капитен је Роберт Левандовски, кога је за капитена поставио селектор Адам Навалка 2014. године.
Списак капитена фудбалске репрезентације Пољске, који су капитенску траку носили на најмање десет утакмица:
| Капитен            | Године    |
| ------------------ | --------- |
| Јозеф Калужа       | 1925—1928 |
| Јежи Буланов       | 1931—1935 |
| Владислав Шчепањек | 1934—1947 |
| Тадеуш Парпан      | 1947—1950 |
| Герард Ћешлик      | 1950—1958 |
| Едмунд Зјентара    | 1956—1961 |
| Лусјан Брихчи      | 1960—1969 |
| Хенрик Шчепански   | 1961—1965 |
| Станислав Ошлизло  | 1966—1971 |
| Бернар Блаут       | 1968—1971 |
| Влођимјеж Лубањски | 1970—1980 |
| Казимјеж Дејна     | 1973—1978 |
| Антони Шимановски  | 1975—1979 |
| Гжегож Лато        | 1976—1980 |
| Владислав Жмуда    | 1980—1985 |
| Збигњев Боњек      | 1985—1988 |
| Валдемар Прусик    | 1987—1991 |
| Збигњев Качмарек   | 1990—1991 |
| Јежи Бжечек        | 1992—1999 |
| Роман Косецки      | 1993—1995 |
| Томаш Валдох       | 1993—2002 |
| Томаш Лапински     | 1994—1999 |
| Јасек Зјелински    | 1996—2003 |
| Јацек Бонк         | 2002—2008 |
| Томаш Клос         | 2004—2005 |
| Михал Жевлаков     | 2006—2011 |
| Масјеј Журавски    | 2006—2008 |
| Јакуб Блашчиковски | 2010—2013 |
| Роберт Левандовски | 2013—     |

### Списак селектора
Само су четворица странаца били селектори Пољске.
| Селектори репрезентације Пољске | Од                  | До                  |
| ------------------------------- | ------------------- | ------------------- |
| Јеса Посони                     | 18. децембар 1921.  | 18. децембар 1921.  |
| Јозеф Школниковски              | 12. март 1921.      | 14. мај 1922.       |
| Јозеф Лустгартен                | 14. мај 1922.       | 3. септембар 1922.  |
| Казимјеж Глабиш                 | 3. јун 1923.        | 1. новембар 1923.   |
| Адам Обрубањски                 | 10. август 1924.    | 31. август 1924.    |
| Тадеуш Кухар                    | 19. јул 1925.       | 19. јул 1925.       |
| Тадеуш Синовјец                 | 30. август 1925.    | 19. јун 1927.       |
| Тадеуш Кухар                    | 10. јун 1928.       | 10. јун 1928.       |
| Стефан Лот                      | 1. јул 1928.        | 25. октобар 1928.   |
| Јозеф Калужа                    | 29. мај 1932.       | 27. август 1939.    |
| Хенрик Рејман                   | 11. јун 1947.       | 31. август 1947.    |
| Анджеј Пжеворски                | 14. септембар 1947. | 26. октобар 1947.   |
| Зигмунд Алфус                   | 4. април 1948.      | 19. септембар 1948. |
| Анджеј Пжеворски                | 10. октобар 1948.   | 17. октобар 1948.   |
| Мјечислав Шимковјак             | 8. мај 1949.        | 6. новембар 1949.   |
| Мјечислав Шимковјак             | 1. мај 1950.        | 22. октобар 1950.   |
| Ришар Консевич                  | 10. мај 1953.       | 22. јул 1956.       |
| Алфред Новаковски               | 26. август 1956.    | 26. август 1956.    |
| Чеслав Круг                     | 28. октобар 1956.   | 16. новембар 1956.  |
| Хенрик Рејман                   | 19. мај 1957.       | 5. октобар 1958.    |
| Чеслав Круг                     | 20. мај 1959.       | 28. новембар 1962.  |
| Вјеслав Моточински              | 15. мај 1963.       | 1. новембар 1965.   |
| Ришар Консевич                  | 5. јануар 1966.     | 5. јануар 1966.     |
| Антони Бжезанчик                | 3. мај 1966.        | 5. јул 1966.        |
| Алфред Новаковски               | 11. септембар 1966. | 22. октобар 1966.   |
| Михал Матијас                   | 17. новембар 1966.  | 29. октобар 1967.   |
| Ришар Консевич                  | 24. април 1968.     | 25. октобар 1970.   |
| Казимјеж Горски                 | 5. мај 1971.        | 31. јул 1976.       |
| Јасек Гмох                      | 16. октобар 1976.   | 6. септембар 1978.  |
| Ришар Кулеша                    | 11. октобар 1978.   | 7. децембар 1980.   |
| Антони Пјехничек                | 25. јануар 1981.    | 16. јун 1986.       |
| Војћех Лазарек                  | 7. октобар 1986.    | 3. јун 1989.        |
| Анджеј Стрејлау                 | 23. октобар 1989.   | 22. септембар 1993. |
| Леслав Ћмикјевич                | 13. октобар 1993.   | 17. новембар 1993.  |
| Хенрик Апостел                  | 9. фебруар 1994.    | 15. новембар 1995.  |
| Владислав Стахурски             | 19. фебруар 1996.   | 1. мај 1996.        |
| Антони Пјехничек                | 2. јун 1996.        | 31. мај 1997.       |
| Кжиштоф Павлак                  | 14. јун 1997.       | 14. јун 1997.       |
| Јануш Војћик                    | 6. септембар 1997.  | 9. октобар 1999.    |
| Јежи Енгел                      | 26. јануар 2000.    | 14. јун 2002.       |
| Збигњев Боњек                   | 15. јул 2002.       | 20. новембар 2002.  |
| Павел Јанас                     | 12. фебруар 2003.   | 20. јун 2006.       |
| Лео Бенхакер                    | 11. јул 2006.       | 10. септембар 2009. |
| Стефан Мајевски                 | 17. септембар 2009. | 28. октобар 2009.   |
| Франћишек Смуда                 | 29. октобар 2009.   | 16. јул 2012.       |
| Валдемар Форналик               | 10. јул 2012.       | 16. октобар 2013.   |
| Адам Навалка                    | 26. октобар 2013.   | 3. јул 2018.        |
| Јежи Бженчек                    | 12. јул 2018.       | 18. јануар 2021.    |
| Пауло Соуза                     | 21. јануар 2021.    | 29. децембар 2021.  |
| Чеслав Михњевич                 | 31. јануар 2022.    | 22. децембар 2022.  |
| Фернандо Сантос                 | 24. јануар 2023.    |                     |